# Vương quốc Ý
Vương quốc Ý (tiếng Ý: Regno d'Italia) là một nhà nước thành lập vào năm 1861 sau khi vua Victor Emmanuel II của Vương quốc Sardegna thống nhất các quốc gia trên bán đảo Ý và trở thành Vua của Ý. Nhà nước này tồn tại cho đến năm 1946 sau khi người Ý quyết định từ bỏ chế độ quân chủ và lựa chọn hiến pháp cộng hòa thông qua một cuộc trưng cầu dân ý.

## Lịch sử
Năm 1866 Ý liên minh với Phổ và tuyên chiến với Áo, mặc dù chiến dịch không thành công nhưng Ý vẫn thu được khu vực Veneto sau chiến thắng của Bismarck. Quân đội Ý tiến vào Roma năm 1870, kết thúc hơn một ngàn năm của thế quyền Giáo hoàng. Ý chấp nhận đề nghị của Bismarck gia nhập liên minh tay ba với Đức và Áo-Hung vào năm 1882, sau những bất đồng mạnh mẽ với Pháp về vấn đề mở rộng thuộc địa. Tuy nhiên, ngay cả khi liên minh với Berlin trở nên thân thiện, mối quan hệ với Viên vẫn hoàn toàn mang tính hình thức, do Ý vẫn luôn nhòm ngó Trentino và Trieste, 2 vùng đất tuy thuộc đế quốc Áo-Hung nhưng cư dân ở đây chủ yếu là người Italia. Vì vậy, năm 1915, Ý chấp nhận lời mời của Anh tham gia khối Đồng Minh trong Thế chiến I, do những lời hứa hẹn về lãnh thổ từ các đồng minh phương Tây là hào phóng hơn hẳn so với lời đề nghị trung lập từ Áo-Hung. Chiến thắng trong chiến tranh đã đưa Italia tình trạng của một cường quốc cùng với một ghế thường trực trong Hội đồng của Hội Quốc Liên.
Phát xít Ý là tên gọi một số nhà sử học dành để chỉ Vương quốc Ý trong thời kỳ Đảng phát xít quốc gia của nhà độc tài Benito Mussolini nắm quyền từ năm 1922 đến năm 1943. Mussolini thiết lập chế độ độc tài, đàn áp các phe đảng đối lập và những người bất đồng quan điểm, nhưng đồng thời cũng thúc đẩy hiện đại hóa kinh tế, tái lập các giá trị xã hội truyền thống cũng như thúc đẩy quan hệ với Giáo hội công giáo Roma. Theo Payne (1996), "chế độ Phát xít Ý đã trải qua những giai đoạn tương đối khác biệt". Giai đoạn thứ nhất (1923-1925) trên danh nghĩa là sự tiếp nối của hệ thống nghị viện, dù được vận hành dưới một "chế độ độc tài điều hành và tổ chức một cách hợp pháp". Giai đoạn thứ hai (1925-1929) là giai đoạn "xây dựng chế độ độc tài phát xít đúng nghĩa". Giai đoạn thứ ba (1929-1934) trải qua với ít hoạt động đáng chú ý. Giai đoạn thứ tư (1935-1940) được đặc trưng bởi một chính sách đối ngoại hiếu chiến với cuộc xâm lược Ethiopia cũng như Somaliland thuộc Anh , đối đầu với các biện pháp trừng phạt kinh tế của Hội Quốc Liên. Giai đoạn thứ năm (1940-1943) là giai đoạn Ý tham gia vào Thế chiến II, với những thất bại quân sự và thiên tai trong nước. Giai đoạn cuối cùng (1943-1945) là khi chính quyền Salo (dưới sự chi phối của Đức quốc xã) kiểm soát miền bắc Ý .
Dưới chủ nghĩa phát xít, Vương quốc Ý liên minh với Đức Quốc xã trong Thế Chiến II cho đến năm 1943. Trong hai năm còn lại của Thế chiến II, Vương quốc Ý chuyển sang phe Đồng Minh sau khi Mussolini bị lật đổ và đảng phát xít Ý bị giải thể. Ở miền bắc Ý các tàn tích của nhà nước phát xít vẫn tiếp tục chiến đấu chống lại quân Đồng Minh dưới một nhà nước bù nhìn của Đức Quốc xã, dưới tên gọi "Cộng hòa xã hội Ý", vẫn do Mussolini và những người trung thành với ông lãnh đạo. Ngay sau chiến tranh, bất mãn trong xã hội dâng cao đã dẫn đến một cuộc trưng cầu ý dân vào năm 1946 về việc Ý sẽ vẫn là một chế độ quân chủ hoặc trở thành một nước cộng hòa. Theo kết quả của cuộc trưng cầu, người dân Ý đã quyết định từ bỏ chế độ quân chủ và lựa chọn chính thể cộng hòa. Nước Cộng hòa Italia được thành lập và tiếp tục tồn tại, phát triển cho tới ngày nay.